# Traiano in Dacia
Traiano in Dacia è un'opera in due atti di Giuseppe Nicolini, su libretto di Michelangelo Prunetti. La prima rappresentazione ebbe luogo al Teatro Argentina di Roma nel 1807.

## Trama
La scena si rappresenta nella città di Zarmisengethusa, capitale della Dacia, e nelle sue vicinanze
Dopo una vergognosa pace strappata dai Daci all'imperatore Domiziano, Traiano intende porre rimedio alla viltà del suo predecessore, portando di nuovo la guerra contro la Dacia e contro il suo re Decebalo. Le vittorie romane spingono molti fra i Daci ad abbracciare il dominio straniero, fra i quali vi è Zomusco, padre della sposa di Decebalo, Colmira, la quale è dunque colta fra la devozione per lo sposo e quella per il padre. Alla fine, dopo numerose peripezie, la clemenza di Traiano pone rimedio a tutto, mentre il vinto Decebalo si sottomette alla generosità del vincitore.

## Struttura musicale
- Sinfonia

### Atto I
- N. 1 - Introduzione Dell'aquile feroci - I vostri voti, o prodi (Coro, Colmira)
- N. 2 - Aria Par che già s'apra irato (Zomusco)
- N. 3 - Duetto Il braccio mio guerriero (Decebalo, Traiano)
- N. 4 - Aria Ah! se mi lasci, o cara (Decebalo)
- N. 5 - Aria Vedrà che in van persiste (Traiano, Coro)
- N. 6 - Aria Taci, spietato, invano (Colmira)
- N. 7 - Aria Non curo un amante (Armonda)
- N. 8 - Finale I Il genitor t'inganna (Colmira, Decebalo, Traiano, Zomusco, Coro)

### Atto II
- N. 9 - Aria Più non v'odo, spietati rimorsi (Zomusco)
- N. 10 - Duetto Tergi que' tuoi bei rai (Decebalo, Colmira)
- N. 11 - Aria Sommi Dei, che voi leggete (Traiano, Coro)
- N. 12 - Aria Vago gentil sembiante (Massimo)
- N. 13 - Coro e Aria Caddero al suolo - Quai voci ascolto (Decebalo, Coro)
- N. 14 - Finale II Viva il Tebro, e viva Roma (Coro, Traiano, Decebalo, Colmira, Zomusco)